# 塔斯卡罗瓦斯河
塔斯卡罗瓦斯河（英語：Tuscarawas River）是马斯金格姆河的主要支流，长约209公里，位于美国俄亥俄州的东北部，通过马斯金格姆河和俄亥俄河，最终注入密西西比河，它的流域面积有2,590平方英里（6,700平方）。